# Mexické velvyslanectví v Praze
Mexické velvyslanectví v Praze (španělsky Embajada de México en Praga) je nejvyšší zastupitelský úřad Mexika v Česku. Sídlí v budově na adrese V jirchářích 151/10 na Novém Městě v městské části Praha 1.

## Historie
Mexiko uznalo nezávislost nově vzniklého Československa roku 1919, diplomatické vztahy však byly formalizovány až roku 1922. Roku 1927byl v Praze ustanoven mexický chargé d’affaires, od roku 1934 pak měl mexický zastupitelský úřad statut vyslanectví.   
Po začátku německé okupace Čech, Moravy a Slezska 15. března 1939 Nacistickým Německem přerušilo Mexiko se zemí diplomatické styky, obnoveny pak byly v březnu 1942. Roku 1959 byl úřad povýšen na velvyslanectví, prvním mexickým velvyslancem v Československu byl jmenován Francisco del Río y Cañedo.  
Po rozdělení Československa roku 1993 Mexiko uznalo samostatnou Českou republiku a zároveň byly navázány diplomatické styky.  